# محصول پایا
محصول پایا یا محصول دیرپا (به انگلیسی: Permanent crop) محصولی است که از گیاهانی تولید می‌شود که فصل‌های زیادی دوام می‌آورند، نه اینکه پس از هر برداشت دوباره کاشته شوند.
به‌طور سنتی، «زمین قابل کشت» شامل هر زمینی است که برای رشد محصولات کشاورزی مناسب باشد، حتی اگر واقعاً برای تولید محصولات دیرپا مانند انگور یا هلو مورد استفاده قرار گیرد. در کشاورزی نوین — به‌ویژه سازمان‌هایی مانند سیا و فائو — اصطلاح هنر کشتزار پایا (Permanent cropland) را برای توصیف چنین زمین‌های کشاورزی که برای محصولاتی که به‌طور سالانه برداشت می‌شوند مانند غلات اصلی بهره‌برداری نمی‌شود ترجیح می‌دهند. در چنین بهره‌برداری، زمین‌های کشاورزی پایا شکلی از زمین‌های کشاورزی است که شامل علفزارها و بوته‌زارهایی است که برای پرورش انگور یا قهوه استفاده می‌شود. باغ‌هایی که برای پرورش میوه یا زیتون استفاده می‌شود و کشتزارهای جنگلی که برای رشد آجیل یا لاستیک استفاده می‌شود. با این حال، کشت درختی را که برای استفاده از چوب یا الوار در نظر گرفته شده‌اند، دربر نمی‌گیرد.